# Massimo Troisi
Massimo Troisi (ur. 19 lutego 1953 w San Giorgio a Cremano, zm. 4 czerwca 1994 w Rzymie) – włoski aktor, reżyser i scenarzysta oraz poeta.

## Życiorys
Urodził się w wielodzietnej rodzinie. Jego ojciec był maszynistą. Po ukończeniu szkoły Troisi napisał kilka poematów inspirowanych jego ulubionym autorem – Pierem Paolo Pasolinim. W 1969 rozpoczął występy w lokalnym teatrze. Wczesna śmierć matki spowodowała konieczność wytężonej pracy, co miało wpływ na jego problemy z sercem, wywołane po części gorączką reumatyczną, w wyniku których w 1976 musiał udać się do Stanów Zjednoczonych, aby poddać się operacji zastawek serca. Koszty podróży pokryli jego przyjaciele, a także gazeta Il Mattino, która w tym celu zorganizowała zbiórkę pieniędzy.
Troisi rozpoczynał swoją karierę w 1972 jako showman w kabarecie „Saraceni” oraz później w „La Smorfia”. Następnie napisał, wyreżyserował i wystąpił w swoim pierwszym filmie Ricomincio da tre w 1981. Film odniósł sukces, a Massimo Trosiego nazwano jednym z najbardziej utalentowanych młodych reżyserów lat osiemdziesiątych.
Zmarł 4 czerwca 1994 w wyniku zawału serca w domu swojej siostry w Rzymie, 12 godzin po ukończeniu prac nad filmem Listonosz. Został pośmiertnie nominowany do Oscara w kategorii najlepszy aktor pierwszoplanowy.

## Filmografia[4]

### Reżyser
- Ricomincio da tre (1981)
- Morto Troisi, viva Troisi! (1982)
- Scusate il ritardo (1983)
- Non ci resta che piangere (1984, wspólnie z Roberto Benigni)
- Le vie del Signore sono finite (1987)
- Pensavo fosse amore, invece era un calesse (1991)

#### Scenarzysta
- Ricomincio da tre (1981)
- Morto Troisi, viva Troisi! (1982)
- Scusate il ritardo (1983)
- Non ci resta che piangere (1984)
- Skończone są ścieżki Pana (1987)
- Pensavo fosse amore, invece era un calesse (1991)
- Listonosz (1994)

### Aktor
- Ricomincio da tre (1981) – Gaetano
- Morto Troisi, viva Troisi! (1982) – zwłoki/oświetleniowiec
- No grazie, il caffè mi rende nervoso (1982)
- Scusate il ritardo (1983) – Vincenzo
- F.F.S.S., cioè.. che mi hai portato a fare sopra a Posillipo se non mi vuoi più bene? (1983)
- Non ci resta che piangere (1984) – Mario
- Hotel Colonial (1986) – Werner
- Skończone są ścieżki Pana (1987) – Camillo
- Splendor (1988) – Luigi
- Która godzina? (1989) – Michele
- Kapitan Fracasse (1990) – Pulcinella
- Pensavo fosse amore, invece era un calesse (1991) – Tommaso
- Listonosz (1994) – Mario Ruoppolo